# Kenneth Taylor (fotbollsspelare)
Kenneth Ina Dorothea Taylor, född 16 maj 2002 i Alkmaar, är en nederländsk fotbollsspelare (mittfältare) som spelar för Ajax och Nederländernas landslag.

## Landslagskarriär
Taylor debuterade för Nederländernas landslag den 22 september 2022 i en 2–0-vinst över Polen. I november 2022 blev Taylor uttagen i Nederländernas trupp till VM 2022.

## Meriter
Ajax
- Eredivisie: 2020/2021, 2021/2022
- KNVB Cup: 2020/2021